# Match de football Roumanie – France (1995)
 (juin 2016).
Si vous disposez d'ouvrages ou d'articles de référence ou si vous connaissez des sites web de qualité traitant du thème abordé ici, merci de compléter l'article en donnant les références utiles à sa vérifiabilité et en les liant à la section « Notes et références ».
Disputé le 11 octobre 1995 à Bucarest, le match Roumanie-France est une rencontre comptant pour les éliminatoires du Championnat d'Europe de football 1996. 
Remporté 3-1 par l'équipe de France au terme d'un combat d'une grande intensité, ce match est considéré par beaucoup comme le véritable point de départ de l'aventure qui mena les Bleus jusqu'au titre mondial trois ans plus tard.

## Avant le match
Malgré la plus large victoire de son histoire obtenue un mois plus tôt aux dépens de l'Azerbaïdjan (10-0), l'équipe de France ne se porte pas au mieux et apparait en mauvaise posture dans ces éliminatoires. En cause, de nombreux matchs nuls concédés contre des équipes théoriquement plus faibles (contre la Slovaquie à Bratislava, contre Israël à Tel-Aviv ou contre la Pologne à Zabrze et à Paris). L'une de ses rares bonnes prestations, c'est justement contre la Roumanie que la France l'a livrée, un an plus tôt à Saint-Étienne. Mais malgré un jeu prometteur, la France avait dû concéder le match nul 0-0 à domicile. Cette rencontre à Bucarest apparait donc comme le match de la dernière chance pour les Bleus légèrement distancés par la Roumanie, au coude à coude avec la Pologne, et condamnés à un exploit pour obtenir leur qualification pour l'Euro 1996.
Quart de finaliste surprise de la Coupe du monde 1994, la Roumanie fait figure d'épouvantail et peut compter sur une génération exceptionnelle, qui pratique un football technique et offensif, à l'image de son redoutable meneur de jeu Gheorghe Hagi. Invaincue à domicile depuis près de 5 ans, la Roumanie est en tête du groupe de qualification mais se doit de battre la France pour assurer définitivement sa qualification.

## Feuille de match
- Roumanie- France : 1-3 (0-2)[1]
- Arbitre : Pierluigi Pairetto  Italie
- Buts : Karembeu (28e), Djorkaeff (41e) et Zidane (75e) pour la France. Lacatus (52e) pour la Roumanie
- Avertissements : Lebœuf (17e), Barthez (68e) et Lizarazu (83e) pour la France. Vladoiu (80e) pour la Roumanie

### Équipes
Roumanie
- Bogdan Stelea
- Dan Petrescu
- Gheorghe Mihali (Dănuț Lupu 46e)
- Gheorghe Popescu
- Daniel Prodan
- Tibor Selymes
- Gheorghe Hagi (Basarab Panduru 63e)
- Ioan Lupescu
- Dorinel Munteanu
- Marius Lacatus
- Ilie Dumitrescu (Ion Vlădoiu 46e)

France
- Fabien Barthez
- Jocelyn Angloma
- Frank Lebœuf
- Marcel Desailly
- Éric Di Meco (Capitaine)
- Christian Karembeu
- Didier Deschamps
- Vincent Guérin
- Zinédine Zidane
- Youri Djorkaeff (Bixente Lizarazu 75e)
- Christophe Dugarry (Mickaël Madar 63e)

L'animation offensive est depuis son arrivée à la tête des Bleus le grand chantier d'Aimé Jacquet, qui ne parvient pas à trouver une formule efficace, aucun attaquant ou milieu offensif n'ayant réussi à pleinement convaincre. Pour ce match, en l'absence de David Ginola (qui ne reviendra pas chez les Bleus), Jacquet associe Zinédine Zidane et Youri Djorkaeff dès le coup d'envoi comme face à l'Azerbaïdjan et aligne Dugarry seul en pointe.
Pour contrer les artistes roumains, Jacquet décide de miser sur une équipe physique avec trois milieux récupérateurs (Guérin, Deschamps et Karembeu). Symboliquement, le brassard de capitaine est donc confié pour ce match au latéral gauche Éric Di Meco, joueur réputé pour apprécier le défi physique (à partir de la suspension de Cantona début 1995, et jusqu'à l'Euro 1996, Jacquet fera tourner le brassard à chaque rencontre en fonction de l'adversaire).

## Déroulement du match
Comme annoncé, la France entame le match à toute allure et exerce un impressionnant pressing physique destiné à étouffer les Roumains. 
Dès la 28e minute, la France ouvre le score. Superbement servi par Zidane, Karembeu contrôle le ballon (autant du bras que de la poitrine) en pleine course à l'entrée de la surface de réparation, poursuit sa course tout en puissance et trompe Stelea quasiment à bout pourtant.
Les Roumains tentent bien de réagir, mais leurs rares offensives sont annihilées par une défense intraitable et un Barthez irréprochable. Peu inspiré, Hagi est loin d'évoluer à son meilleur niveau et montre de fréquents signes d'exaspération.
Quelques minutes avant la mi-temps, les Français, toujours aussi offensifs, doublent la mise. Après un bel enchaînement, Dugarry frappe au but. Son tir, repoussé par Stelea, retombe dans les pieds de Djorkaeff qui inscrit le deuxième but français.
Au retour des vestiaires, la Roumanie parvient à réduire l'écart. Parti à la limite du hors-jeu dans le dos de la défense française, Lacatus dribble Barthez et marque dans le but vide. Totalement revenus dans le match, les Roumains intensifient leur pression tandis que les Bleus apparaissent d'un coup bien fébriles. Mais en jouant l'offensive à outrance sans parvenir à égaliser, la Roumanie s'expose aux contres. Illustration à la 75e minute lorsque le Monégasque Madar (qui vient d'entrer en jeu et qui honore sa première sélection) envoie un long ballon en direction de Zidane. Des 20 mètres, Zidane décoche alors une terrible frappe qui vient se loger dans la lucarne de Stelea. À 3-1, la France assure ainsi définitivement sa victoire. 
Repositionnée en tête du groupe de qualification, la France obtiendra définitivement son ticket pour l'Euro 96 en battant Israël à Caen un mois plus tard.

## Après le match
Les deux équipes se qualifieront pour l'Euro 1996 (la Roumanie avec 21 points et la France avec 20 points). Lors du premier tour, les Roumains seront éliminés (0-1 contre la France, 0-1 contre la Bulgarie, 1-2 contre l'Espagne) alors que les Français se qualifieront pour les quarts de finale (1-0 contre la Roumanie, 1-1 contre l'Espagne, 3-1 contre la Bulgarie). En quarts de finale, les Bleus élimineront les Pays-Bas (0-0, 5-4 aux tirs au but) mais seront éliminés en demi-finale par la République tchèque (0-0, 5-6 aux tirs au but). 
Les deux équipes participeront au mondial 1998 (la Roumanie avec 28 points lors des qualifications, la France étant qualifiée comme pays organisateur). Elles passeront le premier tour, la France avec 3 victoires (3-0 contre l'Afrique du Sud, 4-0 contre l'Arabie saoudite, 2-1 contre le Danemark) et la Roumanie avec 2 victoires (1-0 contre la Colombie, 2-1 contre l'Angleterre) et 1 match nul (1-1 contre la Tunisie). En huitièmes de finale, les Français s'imposeront grâce au but en or (1-0 après prolongation contre le Paraguay) alors que la Roumanie perdra 1-0 contre la Croatie. Elle sera donc éliminée lors des huitièmes de finale, la France éliminera l'Italie (0-0, 4-3 aux tirs au but) avant de venger les Roumains en éliminant la Croatie (2-1 en demi-finale) et de remporter le trophée en finale face au Brésil (3-0).